# Dipoenura aplustra
Espèce
Dipoenura aplustra est une espèce d'araignées aranéomorphes de la famille des Theridiidae.

## Distribution
Cette espèce est endémique de Hainan en Chine,.

## Description
Le mâle mesure 1,68 mm et la femelle 2,21 mm.

## Publication originale
- Zhu & Zhang, 1997 : A new species and a newly recorded species of the genus Dipoenura from China (Araneae: Theridiidae). Acta Zoologica Sinica,  vol. 43, Suppl., p. 22-25.